# Му-ван
Му-ван (кит. трад.: 穆王; піньїнь: Mu) — 5-й ван давньокитайської держави Чжоу, син Чжао-вана.

## Правління
Продовжував політику своїх попередників, активно воюючи на півдні й на півночі своїх володінь. Відповідно до Бамбукових анналів Му-ван у союзі з Чу воював на півдні проти Сюй.